# Parc national du lac Eyre
Le parc national du lac Eyre est situé à 697 km au nord d'Adélaïde, capitale de l'Australie-Méridionale. Il abrite le lac salé Eyre.

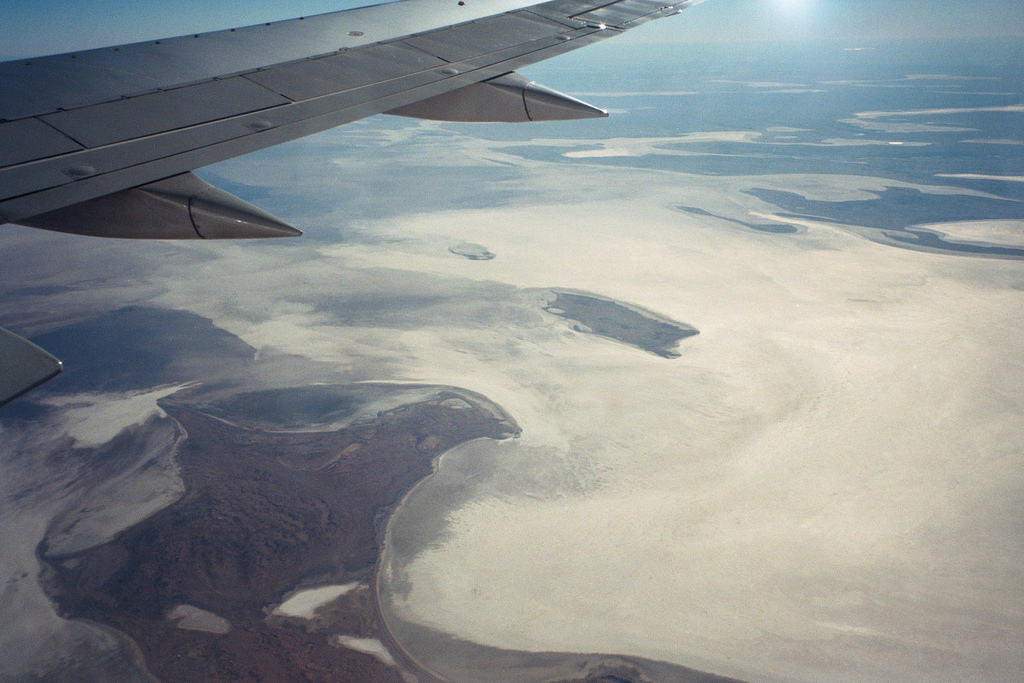
le lac Eyre - à sec - vu d'avion.